# Cruz do Espírito Santo (ort)
Cruz do Espírito Santo är en ort i Brasilien.   Den ligger i kommunen Cruz do Espírito Santo och delstaten Paraíba, i den östra delen av landet, 1 700 km nordost om huvudstaden Brasília. Cruz do Espírito Santo ligger 19 meter över havet och antalet invånare är 5 812.
Terrängen runt Cruz do Espírito Santo är huvudsakligen platt. Cruz do Espírito Santo ligger nere i en dal. Runt Cruz do Espírito Santo är det ganska tätbefolkat, med 90 invånare per kvadratkilometer.. Närmaste större samhälle är Santa Rita, 12,3 km öster om Cruz do Espírito Santo.
Omgivningarna runt Cruz do Espírito Santo är en mosaik av jordbruksmark och naturlig växtlighet.